# Louis Capitan
Louis Capitan detto Docteur Capitan (19 aprile 1854 – Parigi, 1º settembre 1929) è stato un medico, antropologo e studioso della preistoria francese.
Allievo di Gabriel de Mortillet, il soprannome « Docteur Capitan » è soprattutto associato alla sua attività nel campo dell'antropologia preistorica e, specialmente, alla scoperta nel 1901 delle grotte decorate di Combarelles e di Font-de-Gaume, a Les Eyzies, in Dordogna, insieme a Henri Breuil et Denis Peyrony.

Prese parte a ricerche in numerosi siti quali Laugerie-Haute, Teyjat, La Ferrassie, Abri de la Madeleine, Saint-Acheul e Font-de-Gaume.
A partire dal 1898 tenne corsi di antropologia preistorica presso l'École d'anthropologie prima di occupare la cattedra di Antichità Americane al Collège de France nel 1907.